# .nr
.nr è il dominio di primo livello nazionale assegnato a Nauru.
È gestito dall'ISP CenpacNet.

## Domini di secondo livello
Sono disponibili i seguenti domini di secondo livello:
- .net.nr
- .biz.nr
- .info.nr
- .org.nr
- .com.nr
- .edu.nr
- .gov.nr

Dal 2002 al 2018, la società Free Domain Name ha offerto gratuitamente sottodomini di co.nr, prima che il governo di Nauru stabilisse l'interruzione del servizio.